# Jocotepec (kommun)
Jocotepec är en kommun i Mexiko.   Den ligger i delstaten Jalisco, i den centrala delen av landet, 500 km väster om huvudstaden Mexico City. Antalet invånare är 37 972. Arean är 384 kvadratkilometer.
Terrängen i Jocotepec är kuperad västerut, men österut är den bergig.
Följande samhällen finns i Jocotepec:
- Jocotepec
- San Juan Cosalá
- San Luciano
- Roca Azul